# Santuário de São Torcato
A Basílica de São Torcato é um espaço católico situado na freguesia de São Torcato, no município de Guimarães, na região do Norte de Portugal, dedicado ao mártir cristão homónimo.
O templo de estilo híbrido, com elementos clássicos, góticos, renascentistas e românticos, encontra-se todo construído em cantaria de pedra de granito da região, cuja construção se iniciou em 1825, atravessou todo o século XX e foi solenemente sagrada em 25 de outubro de 2015. 
Estavam já erguidas a capela-mor e lançadas as fundações da nave, segundo projecto de Luís Inácio de Barros Lima, quando Cesário Augusto Pinto propôs a realização de um concurso internacional. Este concurso, condicionado pelo estado da obra à data do seu lançamento, viria a ter lugar em 1866, dele saindo vencedor Ludwig Bohnstedt, arquiteto natural de São Petersburgo que estudara em Berlim. Cesário Augusto Pinto assumiu a responsabilidade pelo acompanhamento da obra a partir de 1867 até à sua morte. Sucedeu-lhe José Marques da Silva.
O gosto ecléctico, surge dentro do contexto da época, com predomínio de elementos decorativos neo-românicos. A fachada é constituída por duas torres e um corpo central. Em planta, o templo tem a forma típica da cruz latina. No interior da Igreja encontra-se o corpo incorrupto do próprio São Torcato.
No exterior do Santuário, encontra-se um adro o qual possui ao fundo, de frente para o Santuário, um parque enfeitado com frondosas tileiras e plátanos. Para aceder a este parque (denominado popularmente por Parque do Mosteiro), utiliza-se uma enorme escadaria, a qual dá ligação ao templo. No parque podemos também encontrar dois coretos, bem como duas grandes fontes de água.
Esta igreja dedicada a São Torcato foi elevada pelo Papa Francisco à categoria de Basílica Menor em setembro de 2019. No dia 27 de fevereiro de 2020 foi a cerimónia formal e oficial de elevação, coincidindo com o dia religioso do martírio de São Torcato.